# Eta Doradus
Eta Doradus (η Doradus, förkortat Eta Dor, η Dor) som är stjärnans Bayerbeteckning, är en ensam stjärna belägen i den östra delen av stjärnbilden Svärdfisken. Den har en skenbar magnitud på 5,70 och är svagt synlig för blotta ögat där ljusföroreningar ej förekommer. Baserat på parallaxmätning inom Hipparcosuppdraget på ca 9,8 mas, beräknas den befinna sig på ett avstånd på ca 330 ljusår (ca 102 parsek) från solen.

## Egenskaper
Eta Doradus A är en blå till vit stjärna i huvudserien av spektralklass A0 V. Den har massa som är ca 2,5 gånger större än solens massa, en radie som är ca 2,3 gånger större än solens och utsänder från dess fotosfär ca 49gånger mera energi än solen vid en effektiv temperatur av ca 10 300 K.